# Васильев, Иосиф Васильевич (священнослужитель)
Иосиф Васильевич Васильев (1821, село Стрельцово, Орловская губерния — 27 декабря 1881 [8 января 1882], Гатчина, Санкт-Петербургская губерния) — священнослужитель Православной российской церкви; председатель Учебного комитета Святейшего синода.

## Биография
Родился в 1821 году в семье священника.
Окончив Ливенское духовное училище, в числе лучших учеников продолжил обучение в Орловской духовной семинарии (1841), а затем в Санкт-Петербургской духовной академии. В студенческие годы, увлёкшись историей католицизма на Западе, успешно защитил магистерскую диссертацию «О главенстве папы» и начал служить при академии бакалавром богословских наук.
В 1846 году назначен на освободившееся место священника посольской церкви в Париже. Церковь находилась в обычном жилом доме и обладала малопривлекательным интерьером. Задумывал постройку нового храма, но планы расстраивались вследствие революций во Франции и в Италии.
Во время Русско-турецкий войны (Крымская или Севастопольская кампания), в которой Франция была союзником Турции, русское посольство покинуло Париж, однако Васильев и причт посольской церкви остались. Это дало возможность оказывать не только духовную помощь своим больным и немощным соотечественникам, остающимся в Париже, но и многостороннюю, в том числе материальную (Васильев лично собрал более 25 тыс. франков), помощь русским военнопленным. Используя свои связи с влиятельными лицами во властных структурах, отец Иосиф получил аудиенцию у императора Наполеона III и добился ряда свобод для своих подопечных пленных.
После нормализации отношений снова поднял вопрос о строительстве русского храма в Париже и наконец получил разрешение на покупку земли и постройку церкви. Собирал денежные пожертвования у русских граждан во Франции, затем у купцов Нижегородской ярмарки, добился аудиенции у Александра Второго, который пожертвовал на строительство храма 50 тыс. рублей, получил суммы от Святейшего синода, а также от Собрания винных откупщиков Москвы, знатных лиц Петербурга и др. В итоге набралась сумма, превышающая 2 млн франков.
Архитектор Роман Кузьмин стал автором проекта храма в византийско-русском стиле. Строительство продолжалось менее двух лет, и в 1861 году освящение храма совершил архиепископ Леонтий (Лебединский). Собор Александра Невского посещали французская императрица Евгения, императоры Александр II (1867) и Николай II (1896), в нём отпевали Ивана Тургенева (1883), Фёдора Шаляпина (1938), Василия Кандинского (1944), Ивана Бунина (1953) и других русских людей, живших в Париже.
Вместе со священником Владимиром Гетте издавал в Париже православный журнал на французском языке «L’Union chrétienne» («Христианское единение»). В течение 15 лет журнал вёл философские баталии с известными представителями католицизма и англиканской церкви. Наиболее известная его работа — статья «Дискуссия с нантским епископом Жакме», изданная в 1861 году отдельной книгой.
В 1867 году назначен председателем учебного комитета Святейшего синода и переехал в Петербург. Имеются воспоминания о большом просветительском воздействии его семинаров на умы слушателей. Он стал членом Императорского православного палестинского общества и посещал святые места Палестины. Служил в церкви при Военно-юридической академии.
Осенью 1881 года внезапно умер от инсульта, находясь в своём имении в Гатчине. Отпевание совершили в Казанском соборе Петербурга высокопреосвященные митрополиты Исидор (Никольский) и Макарий. Похоронен на Никольском кладбище Александро-Невской лавры.
К 1930-м годам памятник на могиле Васильева полностью исчез. Спустя много лет примерно на этом месте похоронили первого мэра постсоветского Санкт-Петербурга Анатолия Собчака.

## Сочинения и публикации
- Аббатство и библиотека Св. Женевьевы // ЖМНП. — 1854. — Т. 61. — Отд. IV.
- Ответ на ложное обвинение против церкви Русской // ПО. — 1861. Апр. — С. 541—557.
- Ответ на письмо нантского епископа // Там же. — 1861. Июль. — С. 235—271; Авг. — С. 385—421.
- Толки о русской церкви во Франции // Церк. летопись. — 1861. 13 мая. — С. 306—315.
- Письмо протоиерея И. В. Васильева к г. Гизо, члену Французской Академии // Странник. — 1862. Май. — Отд. IV. — С. 156—184; Июнь. — Отд. IV. — С. 219—239.
- Переписка протоиерея И. В. Васильева с архиепископом Лионским Бональдом // Странник. — 1862. Июль. — Отд. VI. — С. 276—281; Сент. — С. 396—403.
- Замечания газ. «L’Union chrétiènne» касательно некоторых пунктов учения Англиканской Церкви // Странник. — 1862. Окт. — Отд. IV. — С. 428—444.
- Из письма настоятеля русской посольской церкви в Париже протоиерея И. Васильева — о грамоте Вселенского Патриарха // Странник. — 1862. Дек. — Отд. IV.— С. 515—517.
- Донесение прот. И. Васильева из Парижа: (О присоединении к Православию аббата Гетте) // Там же. — С. 517—518.
- Мысли по поводу высказанного Англиканской церковью желания войти в близкое сношение с Вост. кафолической церковью // ВЧ. — 1863. — № 14. — С. 340—344; № 15. — С. 361—368; № 16. — С. 386—391.
- Поездка в Англию для собеседования о соединении Англиканской Церкви с Православной // ЧОИДР. — 1866. — Кн. 1. — Отд. IV: Смесь. — С. 142—159.
- Речь, сказанная в присутствии Е. И. Высочества вел. кн. Константина Николаевича при открытии С.-Петербургского отдела ОЛДП. 25 марта 1872 г. // Странник. — 1872. — Т. 2. — Ч. 2. — С. 96—98.
- Речь, произнесённая в С.-Петербургском отделе ОЛДП. 2 апр. 1872 г. // Там же. — 1872. — Т. 2. — Ч. 2. — С. 98—107.
- Зап. о старокатолическом движении во Франции // Там же. — 1872. — № 11. 2-я паг. — С. 85—93.
- Полемика о Пашковском учении // ЦОВ. — 1880. — № 115. — С. 1—3; № 116. — С. 1—3; № 118. — С. 1—2; № 119. — С. 1—2.
- Парижские письма к обер-прокурору Св. Синода и др. лицам, с 1846 по 1867 г. — Пг., 1915.

## Семья
Жена — Анна Евфимьевна (1829—?), дочь священника церкви на Волковом кладбище, Евфимия Васильевича Флёрова. У них было 3 сына и 6 дочерей, в их числе:
- Софья Иосифовна (1848—1934), жена профессора богословия А. Л. Катанского; венчание состоялось в церкви Русской миссии в Париже 18 января 1867 года[3]
- Надежда Иосифовна (1850—?), жена священника В. И. Левицкого
- Елисавета Иосифовна (1851—1935), была замужем за чиновником канцелярии обер-прокурора Св. Синода П. А. Анниным
- Любовь Иосифовна (1858—1920), в 1876 году была выдана замуж за Н. М. Аничкова, будущего товарища (заместителя) министра народного просвещения России.